# Earl Cureton
Pour les articles homonymes, voir Cureton.
Earl Cureton, né le 3 septembre 1957 à Détroit (Michigan) et mort le 4 février 2024, est un joueur américain de basket-ball. Durant sa carrière, il occupe les fonctions d'ailier fort et de pivot.

## Palmarès
- Champion NBA 1983, 1994